# Weißenreuth
Weißenreuth ist ein Gemeindeteil der Gemeinde Speichersdorf im Landkreis Bayreuth (Oberfranken, Bayern). Weißenreuth liegt in der Gemarkung Seybothenreuth.

## Geografie
Bei der Einöde befindet sich das Lainbachholz. Ein Anliegerweg führt nach Brüderes (0,5 km nordöstlich).

## Geschichte
Gegen Ende des 18. Jahrhunderts bestand Weißenreuth aus einem Anwesen. Die Hochgerichtsbarkeit stand vom bayreuthischen Stadtvogteiamt Bayreuth zu. Das Hofkastenamt Bayreuth war Grundherr des Gütleins.
Von 1797 bis 1810 unterstand der Ort dem Justiz- und Kammeramt Bayreuth. Mit dem Gemeindeedikt wurde Weißenreuth dem 1812 gebildeten Steuerdistrikt Seybothenreuth und der zugleich gebildeten Ruralgemeinde Brüderes zugewiesen. Mit dem Gemeindeedikt von 1818 erfolgte die Eingemeindung nach Seybothenreuth. Im Zuge der Gebietsreform in Bayern wurde Weißenreuth am 1. Mai 1978 nach Speichersdorf eingegliedert.

### Einwohnerentwicklung
| Jahr      | 001818 | 001861 | 001871 | 001885 | 001900 | 001925 | 001950 | 001961 | 001970 | 001987 |
| Einwohner | *      | 3      | 6      | 5      | 6      | 3      | 9      | 7      | 3      | 4      |
| Häuser    | *      |        |        | 1      | 1      | 1      | 1      | 1      |        | 1      |
| Quelle    | [ 6 ]  | [ 9 ]  | [ 10 ] | [ 11 ] | [ 12 ] | [ 13 ] | [ 14 ] | [ 15 ] | [ 16 ] | [ 1 ]  |

## Religion
Weißenreuth ist evangelisch-lutherisch geprägt und nach St. Veronika (Birk) gepfarrt.